# José Miguel Cubero
José Miguel Cubero Loría, mais conhecido como José Cubero (Heredia, 14 de fevereiro de 1987), é um futebolista costa-riquenho que atua como volante. Atualmente, joga pelo Blackpool.

## Carreira
Cubero fez parte do elenco da Seleção Costarriquenha de Futebol da Copa América de 2011.
Após uma surpreendente participação da Costa Rica na Copa do Mundo de 2014, Cubero transferiu-se do Herediano, time que o revelou para o futebol, rumo ao futebol inglês no Blackpool.